# 卡西腹链蛇
卡西腹链蛇（学名：Hebius khasiensis）为水游蛇科东亚腹链蛇属的爬行动物。分布于印度、缅甸、越南以及中国大陆的云南、西藏等地，生活习性为半水栖。其多见于半山区。其生存的海拔范围为600至1600米。该物种的模式产地在印度卡西丘陵。

## 保护
本种于2023年被收录入《有重要生态、科学、社会价值的陆生野生动物名录》。